# Коваленко Борис Львович
Бори́с Льво́вич Ковале́нко (* 25 листопада 1903, с. Хотуничі Сновського району Чернігівської області —†  13 липня 1937, Київ) — український поет, літературний критик та літературознавець доби Розстріляного відродження. Жертва сталінського терору.

## Життєпис
Борис Львович Коваленко народився 25 листопада 1903 р. в селі Хотуничі Сновського району Чернігівської області в сім'ї залізничника.
Закінчив літературний факультет Київського ІНО (1925). Працював викладачем, завкафедрою.
Член КП(б)У із 1929 року.

### Репресії
Заарештований 23 грудня 1936 року в Києві. На перших допитах під моральним і фізичним «впливом» слідства «визнав» себе винним у приналежності до контрреволюційної націоналістичної організації. Але пізніше, на очних ставках, заявив, що своїх попередніх зізнань не підтверджує, бо вони «невірні й вимушені».
В обвинувальному висновку за підписом уповноваженого НКВС УРСР Хаєта Коваленкові інкримінувалася активна участь у контрреволюційній націоналістичній організації, яка була зв'язана з контрреволюційною троцькістсько-зінов'євською терористичною організацією.
На закритому судовому засіданні Військової колегії Верховного Суду СРСР 13 липня 1937 року, як зазначено в протоколі, Борис Коваленко «винним себе не визнав, від своїх зізнань на попередньому слідстві відмовився, оскільки дав їх під впливом слідства». За вироком цієї колегії 13 липня 1937 року засуджений до розстрілу з конфіскацією всього особисто йому належного майна. Вирок був остаточний і оскарженню не підлягав, згідно з постановою ЦВК СРСР від 1 грудня 1934 року. Розстріляний Коваленко в Києві того ж дня.
Справа Бориса Коваленка була взаємопов'язана зі справами Дмитра Чепурного, Гната Проня, Володимира Ярошенка, Михайла Мороза.

### Цитата із "Сталінських списків[2]
- «КОВАЛЕНКО Борис Львович

21.10.37 Украинская ССР, Центральный аппарат УГБ НКВД УССР Кат.1»
- Підписи: «Сталин, Молотов, Каганович, Ворошилов, Микоян»

Разом із Борисом Коваленком у розстрільному списку від 21.10.37 також були: Михайло Биковець, Майк Йогансен, Андрій Михайлюк, Анатолій Патяк, Яків Савченко, Михайль Семенко, Микола Скуба, Дмитро Грудина.

### Реабілітація
Військовою колегією Верховного Суду СРСР 12 травня 1956 року вирок стосовно Коваленка Б. Л. у зв'язку з виявленими новими обставинами скасовано, а справу припинено за відсутністю в його діях складу злочину. У справі, пов'язаній з реабілітацією Б. Коваленка, є протоколи допитів Військовою прокуратурою письменників Олександра Копиленка, Сергія Воскрекасенка, Миколи Шеремета, які дали позитивну оцінку Борисові Коваленкові як письменникові і громадянинові. Позитивний відгук про Бориса Коваленка на адресу Військової прокуратури КВО написав Олександр Корнійчук.
Коваленко Б. Л. був реабілітований посмертно.

## Творча діяльність
Друкуватися почав з 1923 р. Належав до літературних організацій «Плуг», «Молодняк», ВУСПП. Співробітничав у періодичній пресі, був редактором «Літературної газети». В часи українізації вважався провідним критиком, був одним із керівників «Молодняка» та ВУСППу.
На початку 30-х років працював у Москві в Асоціації пролетарських письменників, викладав літературу в Інституті червоної професури.
У грудні 1934 року відкликаний ЦК КП(б)У на Україну і призначений завідувачем кафедри української літератури Київського університету. З січня 1935 року співробітничав також у «Всеукраїнській асоціації марксо-ленінських інститутів» (ВУАМЛІН).

## Твори
- «В боротьбі за пролетарську літературу» (1928)
- «Перший призив» (1928)
- «Українська пролетарська література» (1929),
- «Петро Панч» (1931),
- «Пролетарські письменники» (1931),
- «Юхим Зоря» (1931),
- «За магнетобуди літератури» (1932),
- «Українська література» (1935),
- «Літературно-критичні статті» (1962).

## Виноски
1. ↑  Архівована копія. Архів оригіналу за 17 Червня 2013. Процитовано 10 Лютого 2011.{{cite web}}:  Обслуговування CS1: Сторінки з текстом «archived copy» як значення параметру title (посилання)
2. ↑  Архівована копія. Архів оригіналу за 31 Січня 2011. Процитовано 10 Лютого 2011.{{cite web}}:  Обслуговування CS1: Сторінки з текстом «archived copy» як значення параметру title (посилання)